# Palais Ferstel
Le palais Ferstel est un bâtiment de Vienne, dans l'arrondissement d'Innere Stadt, à l'adresse Strauchgasse 2–4, Herrengasse 14 et Freyung 2.

## Histoire
En 1855, la propriété entière de François-Xavier d'Abensberg-Traun est vendue à la Banque nationale d'Autriche. Cette banque était auparavant domiciliée Herrengasse 17/Bankgasse 1. L'industrialisation croissante et l'expansion économique ont entraîné un développement rapide du transfert d'argent et des opérations bancaires, de sorte que les locaux précédents ne suffisent plus bientôt. Ce problème ne peut être résolu qu'en construisant un nouveau bâtiment qui abriterait également une salle de marché.
À la demande du gouverneur de l'époque de la Banque nationale, Franz von Pipitz, le nouveau bâtiment doit être réalisé avec rigueur, perfection artistique et technique, tout en respectant strictement l'économie et en évitant le luxe inutile. Le bâtiment dot offrir un espace pour la Banque nationale, la Bourse, un café et, une nouveauté à Vienne, un bazar.
L'architecte mandaté, Heinrich von Ferstel, s'adapte à l'époque pour gérer la zone de construction irrégulière tout en utilisant l'espace disponible au moindre coût. Ferstel crée les locaux de la banque centrale, les deux halles boursières, le passage avec le bazar et le café conformément à leurs destinations, tout en conservant un style uniforme.
Il est un partisan de la "construction matérielle", comme cela est clairement exprimé dans la structure en pierre de taille de la banque. Les bases, les piliers et les escaliers sont en pierre de Wöllersdorfer, les éléments de façade tels que les balcons, les corniches, les structures et les rampes d'escalier en pierre de Kaisersteinbruch, tandis que les surfaces des murs sont en grès de Sankt Margarethen. Les intérieurs sont meublés de façon très élaborée, avec des boiseries, du papier peint en cuir, du scagliola et une riche peinture ornementale. Les balustrades présentent une pierre sophistiquée, les coins sont couronnés par des tourelles.
La façade de l'angle avant de la Strauchgasse/Herrengasse ont douze sculptures de Hanns Gasser, elles symbolisent les peuples de la monarchie. Les arcades puissantes à la sortie de Freyung étaient fermées par des portes en fer forgé ; comme le serrurier ne put pas répondre aux exigences de Ferstel, le travail fut confié à un orfèvre.
En 1860, la construction de la Banque nationale et de la bourse est achevée. L'année suivante, la fontaine de la sirène du Danube est installée dans le passage vitré, sa conception est également de Ferstel.
L'utilisation initialement prévue du bâtiment ne dure que pendant quelques années. La Bourse a de nouveau besoin de locaux plus grands : en 1872, elle passe à un bâtiment provisoire, en 1877 un nouveau bâtiment est ouvert à Schottenring. La Banque nationale fonctionne de 1878 à 1922 comme la Banque austro-hongroise et en 1925 déménage dans un nouveau bâtiment spacieux qui était déjà prévu en 1913.
Pendant la Seconde Guerre mondiale, le bâtiment est gravement endommagé lors des raids aériens sur Vienne, en particulier sur la façade principale. Dans les années 1960, il y a une salle d'entraînement de basket-ball dans l'ancienne salle de marché ; l'ensemble du bâtiment semble négligé.
En 1971, Walter Frodl, le président du Bundesdenkmalamt, se préoccupe du bâtiment. Le bureau de géologie technique d'Otto Casensky prépare un avis d'expert sur la façade en pierre naturelle. Un balcon était à l'origine attaché à la façade du Freyung 2 sur toute la façade de 15,4 m de long. Il a disparu et les restes des marchepieds et des supports sont à peine visibles sur la façade. En juillet 1975, le balcon est reconstruit. Le maître tailleur de pierre Friedrich Opferkuh est chargé de restaurer dans l'ancien état, à partir de la pierre de Mannersdorfer, du béton armé et de la pierre artificielle.
De 1975 à 1982, le bâtiment est rénové et le Café Central rouvre ses portes. Depuis lors, le bâtiment privé est connu sous le nom de Palais Ferstel. Des réunions et présentations ont désormais lieu dans les anciennes halles boursières. Le Café Central utilise l'une des cours, entre autres, mais a ses locaux principaux au coin de Herrengasse et Strauchgasse.
Le bâtiment appartient actuellement à une fondation créée par Karl Wlaschek à sa mort en 2015.

## Sources
- (de) Cet article est partiellement ou en totalité issu de l’article de Wikipédia en allemand intitulé « Palais Ferstel » (voir la liste des auteurs).

1. ↑  (de) « Karl Wlascheks Immobilien im ersten Wiener Gemeindebezirk », Falter,‎ 12 août 2015, p.16